# Ансамбль класичної музики імені Бориса Лятошинського
Ансамбль класичної музики імені Бориса Лятошинського — український художній колектив при Національному будинкові органної і камерної музики України. Має ім'я українського композитора і педагога Бориса Лятошинського.
Створений у 1964 році як аматорський хор при Музичному хоровому товаристві. Організатором і багаторічним керівником ансамблю був Віктор Іконник, український хоровий диригент, народний артист України, лауреат Державної премії України імені Т.Г. Шевченка. Хор розпочав свою діяльність виконанням шедеврів світової музики. Одним із найвищих творчих досягнень колективу стало виконання «Високої меси» Йоганна Себастьяна Баха та ораторії Йозефа Гайдна «Пори року». У 1973 році аматорський хор офіційно отримав статус професійного колективу і тоді був створений «Київський камерний хор». У 1981 році Київському камерному хору присвоєно ім'я Бориса Лятошинського. У травні 1992 року Київський камерний хор з'єднався з новоствореним камерним оркестром і був утворений Ансамбль класичної музики імені Бориса Лятошинського.
Ансамбль складається з 40 артистів хору, 30 артистів оркестру та органіста. Художній керівник ансамблю — Валентина Іконник-Захарченко, хоровий диригент, народна артистка України (1997). Під її керівництвом здійснено постановки «Месії» Георга Фрідріха Генделя, «Глорії» Антоніо Вівальді, «Маріацельської меси» Йозефа Гайдна, «Ілії» Фелікса Мендельсона. Диригент ансамблю — скрипаль, педагог, лауреат Національного конкурсу Ігор Андрієвський. Працює у колективі з 1999 року. Кандидат мистецтвознавства, професор Національної музичної академії імені Петра Чайковського. Під його керівництвом здійснені постановки «Німецького реквієму» Йоганнеса Брамса, «Іоанна Дамаскіна» Сергія Танєєва, «Карміни Бурани» Карла Орфа, «Реквієму» Джузеппе Верді та інших творів.
Репертуар ансамблю включає шедеври хорового мистецтва різних країн, епох і стилів: а капела доби Ренесансу і Бароко, «Висока меса», «Магніфікат» і «Страсті за Матвієм» Йоганна Себастьяна Баха, «Пори року» Йозефа Гайдна, «Месія» Георга Фрідріха Генделя, «Ілія» Фелікса Мендельсона, «Урочиста меса» Джоаккіно Россіні, «Реквієм» Вольфґанґа Амадея Моцарта та багато інших творів європейської музичної класики. За роки концертної діяльності колектив здійснив понад 20 записів на грамплатівки та у фонд Національної телерадіокомпанії України, виконав понад 200 творів.